# Ascidieria cymbidifolia
Ascidieria cymbidifolia là một loài thực vật có hoa trong họ Lan. Loài này được (Ridl.) W.Suarez & Cootes mô tả khoa học đầu tiên năm 2009.